# سرای غفارپور
سرای غفارپور مربوط به دوره صفوی - دوره قاجار است و در کاشان، میدان دروازه دولت، ابتدای بازار مسگرها، تیمچه غفارپور واقع شده و این اثر در تاریخ ۱ مهر ۱۳۸۲ با شمارهٔ ثبت ۱۰۲۵۶ به‌عنوان یکی از آثار ملی ایران به ثبت رسیده است.